# Kerber
 Ovo je glavno značenje pojma Kerber. Za srpski glazbeni sastav pogledajte Kerber (glazbeni sastav).
Kerber (grč. Κέρβερος, Kérberos) u grčkoj mitologiji troglavi je pas - mitološko biće. Hadov je pas - čuvar ulaza u podzemlje, Had. Njegova sestra bila je Himera, a brat Ort, a sin je Ehidne i Tifona.

## Etimologija
Kerberovo grčko ime Κέρβερος znači "demon iz jame".

## Karakteristike
Homer ga naziva samo "psom", a Heziod ga naziva Kerberom i opisuje ga kao psa s pedeset glava. Kasniji pisci opisuju ga kao troglavo čudovište, sa zmijskim repom i zmijskom grivom

## Mitologija

### Junaci
Nekoliko puta svladali su ga različiti junaci:
- Heraklo u svome posljednjem zadatku[4]
- Orfej ga je uspavao svojim glazbenim vještinama[5]
- Hermes ga je uspavao vodom iz rijeke Lete[6]
- Psiha ga je uspavala otrovanim medenjacima[7]
- Sibila ga je uspavala otrovanim medenjacima da bi Eneja mogao ući u podzemlje (rimska mitologija).[8]

### Heraklo i Kerber
Heraklov posljednji i najteži zadatak bio je hvatanje Kerbera. Heraklo je morao otići do vrata Hada i ondje se obračunati s tim troglavim psom, koji je imao zmijski rep, a slina koja je padala na pod stvarala je otrovnu biljku akonitu. Dok je bio u podzemlju, Heraklo je oslobodio Tezeja i Pirita, koji su ondje bili zatvoreni jer su pokušali oteti Hadovu Perzefonu.
Heraklo je otišao do Hada i Perzefone i upitao smije li uzeti Kerbera. Bogovi su se složili pod uvjetom da ga ne ozlijedi, a prema nekim izvorima, Perzefona je pristala jer joj je Heraklo bio brat. Heraklo je potom uhvatio Kerbera oko vrata i izvukao na svjetlo dana. Čim je izišao iz sjene, Kerber je počeo bijesno lajati i stenjati. Euristej se uplašio čim je vidio Kerbera pa ga je Heraklo brzo vratio u Had.

## Vanjske poveznice
- Kerber u klasičnoj literaturi i umjetnosti (engl.)